# Campeonato Europeu de Futebol de 2020
O Campeonato Europeu de Futebol de 2020, comummente referido como UEFA Euro 2020 ou simplesmente Euro 2020, foi a 16.ª edição do Campeonato Europeu de Futebol, ocorrendo, pela primeira vez, fora da data estabelecida, devido à pandemia de COVID-19, sendo um campeonato quadrienal de selecções europeias organizado pela União das Associações Europeias de Futebol (UEFA). Inicialmente, o evento seria realizado em doze cidades de diferentes países europeus durante o verão europeu de 2020, em comemoração dos 60 anos do torneio. Contudo, por conta da pandemia de COVID-19, a UEFA postergou a realização do torneio para o verão de 2021, mantendo-se contudo o nome UEFA Euro 2020 e mantendo-se, a princípio, as doze cidades sedes. O jogo de abertura ocorreu em 11 de junho, no Estádio Olímpico de Roma, enquanto a final aconteceu no dia 11 de julho no Estádio de Wembley de Londres.

## Escolha de anfitriões
Enquanto alguns países já manifestavam interesse em sediar a competição, em 30 de Junho de 2012, numa conferência de imprensa um dia antes da final do Euro de 2012, o então presidente da UEFA Michel Platini afirmou que esta edição do Euro seria disputada em cidades de diferentes países europeus, em comemoração ao aniversário de sessenta anos da competição.
Em 6 de dezembro de 2012, a UEFA anunciou que a edição de 2020 seria realizada em diversas cidades da Europa, para marcar o sexagésimo aniversário do torneio. A UEFA afirmou que esta decisão foi tomada também pela crise económica que afeta diversos países europeus, inviabilizando a realização do torneio em apenas um país. Os críticos citaram o aumento do número de equipas como fator decisivo para esta decisão, já que um maior número de equipas faz com que tenha um maior número de partidas, consequentemente um maior gasto para o país-sede.

## Sedes
As cidades-sedes e seus respectivos estádios foram anunciados pela UEFA em 19 de setembro de 2014. Bruxelas, capital da Bélgica, Bilbau, na Espanha, e Dublim, capital da Irlanda, estavam entre as sedes, mas a primeira foi excluída em dezembro de 2017 devido a atrasos nas obras do Eurostadium, a segunda foi substituída por Sevilha e a terceira foi excluída devido à intransigência das autoridades em permitir a entrada de adeptos nos estádios. Estas duas últimas mudanças foram anunciadas em 23 de abril de 2021. As quatro partidas que seriam realizadas em Bruxelas (três da fase de grupos e uma dos oitavos) foram transferidas para Londres. As partidas da fase de grupos que seriam realizadas em Dublin foram transferidas para São Petersburgo e a dos oitavos foi para Londres.
| Londres                     | Munique                                                                                            | Roma                                                                                               | Baku               |
| --------------------------- | -------------------------------------------------------------------------------------------------- | -------------------------------------------------------------------------------------------------- | ------------------ |
| Estádio de Wembley          | Allianz Arena                                                                                      | Estádio Olímpico                                                                                   | Estádio Olímpico   |
| Capacidade: 90 000          | Capacidade: 75 000                                                                                 | Capacidade: 72 698                                                                                 | Capacidade: 68 700 |
|                             | | |                    |
| São Petersburgo             | Londres Baku Munique São Petersburgo Budapeste Roma Glasgow Sevilha Amesterdão Bucareste Copenhaga | Londres Baku Munique São Petersburgo Budapeste Roma Glasgow Sevilha Amesterdão Bucareste Copenhaga | Bucareste          |
| Estádio Krestovsky          | Londres Baku Munique São Petersburgo Budapeste Roma Glasgow Sevilha Amesterdão Bucareste Copenhaga | Londres Baku Munique São Petersburgo Budapeste Roma Glasgow Sevilha Amesterdão Bucareste Copenhaga | Arena Națională    |
| Capacidade: 68 134          | Londres Baku Munique São Petersburgo Budapeste Roma Glasgow Sevilha Amesterdão Bucareste Copenhaga | Londres Baku Munique São Petersburgo Budapeste Roma Glasgow Sevilha Amesterdão Bucareste Copenhaga | Capacidade: 55 600 |
|                             | Londres Baku Munique São Petersburgo Budapeste Roma Glasgow Sevilha Amesterdão Bucareste Copenhaga | Londres Baku Munique São Petersburgo Budapeste Roma Glasgow Sevilha Amesterdão Bucareste Copenhaga |                    |
| Amesterdão                  | Londres Baku Munique São Petersburgo Budapeste Roma Glasgow Sevilha Amesterdão Bucareste Copenhaga | Londres Baku Munique São Petersburgo Budapeste Roma Glasgow Sevilha Amesterdão Bucareste Copenhaga | Copenhague         |
| Johan Cruijff Arena         | Londres Baku Munique São Petersburgo Budapeste Roma Glasgow Sevilha Amesterdão Bucareste Copenhaga | Londres Baku Munique São Petersburgo Budapeste Roma Glasgow Sevilha Amesterdão Bucareste Copenhaga | Estádio Parken     |
| Capacidade: 54 990          | Londres Baku Munique São Petersburgo Budapeste Roma Glasgow Sevilha Amesterdão Bucareste Copenhaga | Londres Baku Munique São Petersburgo Budapeste Roma Glasgow Sevilha Amesterdão Bucareste Copenhaga | Capacidade: 38 065 |
|                             | Londres Baku Munique São Petersburgo Budapeste Roma Glasgow Sevilha Amesterdão Bucareste Copenhaga | Londres Baku Munique São Petersburgo Budapeste Roma Glasgow Sevilha Amesterdão Bucareste Copenhaga |                    |
| Sevilha                     | Budapeste                                                                                          | Glasgow                                                                                            |                    |
| Estádio Olímpico La Cartuja | Puskás Aréna                                                                                       | Hampden Park                                                                                       |                    |
| Capacidade: 57 619          | Capacidade: 67 215                                                                                 | Capacidade: 52 063                                                                                 |                    |
|                             | | |                    |

Todas as cidades irão receber três partidas da fase de grupos, mais uma partida eliminatória; a excepção será Londres, que receberá também as finais.
- Fase de grupos, oitavos de final, meias finais e final: Londres (Inglaterra)
- Fase de grupos e quartos de final: Munique (Alemanha), Baku (Azerbaijão), São Petersburgo (Rússia), Roma (Itália)
- Fase de grupos e oitavos de final: Copenhague (Dinamarca), Bucareste (Romênia), Amsterdã (Holanda), Sevilha (Espanha), Budapeste (Hungria), Glasgow (Escócia)

As sedes foram divididas em seis pares, estabelecidas com base na força desportiva de cada uma (supondo que os anfitriões de cada sede avancem de fase), em considerações geográficas e restrições de segurança e política. Os pares foram alocados através de um sorteio em dezembro de 2017. Cada seleção de um país anfitrião jogará pelo menos duas partidas em casa. Os pares de grupos ficaram definidos:
- Grupo A: Roma (Itália) e Baku (Azerbaijão)
- Grupo B: São Petersburgo (Rússia) e Copenhaga (Dinamarca)
- Grupo C: Amesterdão (Países Baixos) e Bucareste (Roménia)
- Grupo D: Londres (Inglaterra) e Glasgow (Escócia)
- Grupo E: Sevilha (Espanha) e São Petersburgo (Rússia)
- Grupo F: Munique (Alemanha) e Budapeste (Hungria)

## Eliminatórias
Contrariamente ao que aconteceu nas edições anteriores, não há qualificação automática para as seleções anfitriãs. Todas as 55 seleções nacionais da UEFA, incluindo as 12 seleções de países que irão acolher partidas do Europeu, devem disputar as eliminatórias de acesso a um dos 24 lugares no torneio final.
O sorteio da qualificação para o Euro 2020 da UEFA teve lugar a 2 de dezembro de 2018, no Centro de Convenções de Dublim, na República da Irlanda.
O processo de qualificação começou em março de 2019. Apenas 20 das 24 vagas para o torneio da final serão decididas no processo de qualificação principal. Após a admissão do Kosovo na UEFA, em maio de 2016, foi anunciado que os 55 membros da época seriam sorteados em dez grupos após a conclusão da Liga das Nações da UEFA (cinco grupos de cinco equipas e cinco grupos de seis equipas, com os quatro participantes das Finais da Liga das Nações da UEFA colocados nos grupos de cinco equipas), qualificando-se as as duas melhores em cada grupo. As eliminatórias foram disputadas em jornadas duplas nos meses de março, junho, setembro, outubro e novembro de 2019.
A primeira edição da Liga das Nações da UEFA, realizada na época 2018-2019, proporciona às seleções vencedoras de cada grupo uma hipótese de qualificação para o Euro 2020. As quatro equipas de cada divisão, caso não se tenham conseguido qualificar para o Euro, podem disputar eliminatórias correspondente a cada divisão, a ocorrer em março de 2020. Os vencedores das eliminatórias de cada divisão, a serem decididos por duas semifinais "pontuais" (a equipa melhor classificada contra a quarta melhor e a segunda melhor contra a terceira, jogado em casa das equipas melhor classificadas) e uma final "one-off" (com o recinto sorteado antecipadamente entre os dois vencedores das meias-finais), vão juntar-se às 20 equipas já classificadas para as finais do Euro.

### Equipas qualificadas

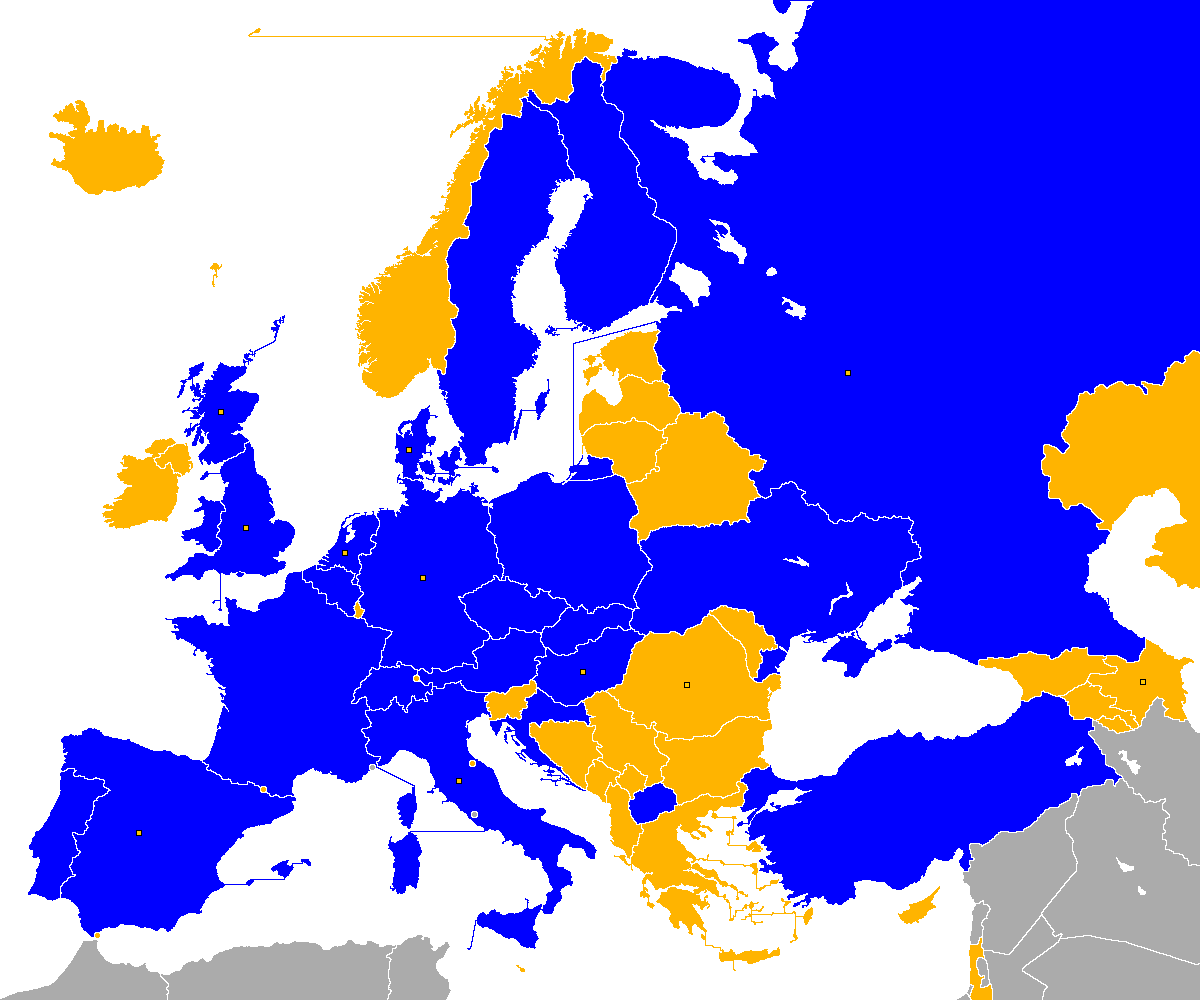
Seleção qualificada
A seleção não é membro
A seleção não se qualificou

Em negrito estão as edições em que a seleção foi campeã em itálico estão as edições em que a seleção foi anfitriã.
| País               | Método de qualificação            | Data de qualificação   | Participações                                                               |
| ------------------ | --------------------------------- | ---------------------- | --------------------------------------------------------------------------- |
| Bélgica            | Grupo I (campeã)                  | 10 de outubro de 2019  | 05 (1972, 1980, 1984, 2000, 2016)                                           |
| Itália             | Grupo J (campeã)                  | 12 de outubro de 2019  | 09 (1968, 1980, 1988, 1996, 2000, 2004, 2008, 2012, 2016)                   |
| Rússia[a][b]       | Grupo I (vice-campeã)             | 13 de outubro de 2019  | 11 (1960, 1964, 1968, 1972, 1988, 1992, 1996, 2004, 2008, 2012, 2016)       |
| Polónia            | Grupo G (campeã)                  | 13 de outubro de 2019  | 03 (2008, 2012, 2016)                                                       |
| Ucrânia            | Grupo B (campeã)                  | 14 de outubro de 2019  | 02 (2012, 2016)                                                             |
| Espanha            | Grupo F (campeã)                  | 15 de outubro de 2019  | 10 (1964, 1980, 1984, 1988, 1996, 2000, 2004, 2008, 2012, 2016)             |
| Turquia            | Grupo H (vice-campeã)             | 14 de novembro de 2019 | 04 (1996, 2000, 2008, 2016)                                                 |
| França             | Grupo H (campeã)                  | 14 de novembro de 2019 | 09 (1960, 1984, 1992, 1996, 2000, 2004, 2008, 2012, 2016)                   |
| Inglaterra         | Grupo A (campeã)                  | 14 de novembro de 2019 | 09 (1968, 1980, 1988, 1992, 1996, 2000, 2004, 2012, 2016)                   |
| Tchéquia[c]        | Grupo A (vice-campeã)             | 14 de novembro de 2019 | 09 (1960, 1976, 1980, 1996, 2000, 2004, 2008, 2012, 2016)                   |
| Finlândia          | Grupo J (vice-campeã)             | 15 de novembro de 2019 | Estreante                                                                   |
| Suécia             | Grupo F (vice-campeã)             | 15 de novembro de 2019 | 06 (1992, 2000, 2004, 2008, 2012, 2016)                                     |
| Alemanha[d]        | Grupo C (campeã)                  | 16 de novembro de 2019 | 12 (1972, 1976, 1980, 1984, 1988, 1992, 1996, 2000, 2004, 2008, 2012, 2016) |
| Países Baixos      | Grupo C (vice-campeã)             | 16 de novembro de 2019 | 09 (1976, 1980, 1988, 1992, 1996, 2000, 2004, 2008, 2012)                   |
| Croácia            | Grupo E (campeã)                  | 16 de novembro de 2019 | 05 (1996, 2004, 2008, 2012, 2016)                                           |
| Áustria            | Grupo G (vice-campeã)             | 16 de novembro de 2019 | 02 (2008, 2016)                                                             |
| Portugal           | Grupo B (vice-campeã)             | 17 de novembro de 2019 | 07 (1984, 1996, 2000, 2004, 2008, 2012, 2016)                               |
| Suíça              | Grupo D (campeã)                  | 18 de novembro de 2019 | 04 (1996, 2004, 2008, 2016)                                                 |
| Dinamarca          | Grupo D (vice-campeã)             | 18 de novembro de 2019 | 08 (1964, 1984, 1988, 1992, 1996, 2000, 2004, 2012)                         |
| País de Gales      | Grupo E (vice-campeã)             | 19 de novembro de 2019 | 01 (2016)                                                                   |
| Macedônia do Norte | Vencedor do Caminho D do Play-off | 12 de novembro de 2020 | Estreante                                                                   |
| Hungria            | Vencedor do Caminho A do Play-off | 12 de novembro de 2020 | 03 (1964, 1972, 2016)                                                       |
| Eslováquia         | Vencedor do Caminho B do Play-off | 12 de novembro de 2020 | 01 (2016)                                                                   |
| Escócia            | Vencedor do Caminho C do Play-off | 12 de novembro de 2020 | 02 (1992, 1996)                                                             |

Notas
- [a]: A Rússia competiu no período de 1960–92 como URSS.
- [b] A Rússia está sendo investigada pela WADA e pode ser banida do esporte (e sucessivamente da Euro) por quatro anos, devido a questões anti-doping, porém, é possível que São Petersburgo ainda receba o Torneio[30]
- [c]: A República Checa competiu no período de 1960-80 como Checoslováquia.
- [d]: A Alemanha competiu no período de 1972-88 como Alemanha Ocidental.

### Sorteio
O sorteio da fase final do final será realizado na ROMEXPO em Bucareste, no sábado, 30 de Novembro, e começa às 17h00 (de Portugal Continental).
No sorteio estarão os dois primeiros classificados de cada um dos dez grupos das eliminatórias (concluídos em novembro) e as quatro equipas vencedoras do “play-off” (identificadas no sorteio como vencedoras do “play-off” 1 a 4). As 24 equipas qualificadas serão divididas em quatro potes de seis. Os países anfitriões qualificados serão pré-colocados aos pares nos mesmos grupos. Quaisquer outras restrições e ordenamentos das equipas serão confirmados antes do sorteio.
As equipas serão divididas nos potes com base no ordenamento das campanhas das eliminatórias, excluindo-se da apuração os resultados oriundos de confrontos contra as equipas que ficaram na sexta colocação de cada grupo, para equipas qualificadas em grupos com seis seleções. Os critérios são dispostos na seguinte forma de precedência:
1. Posição no grupo;
2. Maior número de pontos;
3. Maior saldo de golos;
4. Maior número de golos marcados;
5. Maior número de golos marcados fora de casa;
6. Maior número de vitórias;
7. Maior número de vitórias fora de casa;
8. Melhor fair-play (-1 ponto para um único cartão amarelo, -3 pontos para um cartão vermelho como consequência de dois cartões amarelos, -3 pontos para um cartão vermelho direto, -4 pontos para um cartão amarelo seguido de um cartão vermelho direto);
9. Posição no ranking geral da Liga das Nações da UEFA .

Os vencedores do "play-off" estarão todos no quarto pote.
Os países anfitriões que se qualificarem (diretamente ou através do "play-off") serão colocados automaticamente nos seguintes grupos de forma a garantir que disputem em casa, pelo menos, dois jogos da fase de grupos:
- Grupo A: Azerbaijão e Itália
- Grupo B: Dinamarca e Rússia
- Grupo C: Países Baixos e Romênia
- Grupo D: Escócia e Inglaterra
- Grupo E: Espanha e Irlanda
- Grupo F: Alemanha e Hungria

Se os dois países emparelhados se qualificarem, será realizado um sorteio para determinar qual deles jogará em casa no confronto direto.
| Pote 1                                                                                       | Pote 2                                                        | Pote 3                                                         | Pote 4                                                                            |
| -------------------------------------------------------------------------------------------- | ------------------------------------------------------------- | -------------------------------------------------------------- | --------------------------------------------------------------------------------- |
| - Bélgica (B1) - Itália (A1) - Inglaterra (D1) - Alemanha (F1) - Espanha (E1) - Ucrânia (C1) | - França - Polónia - Suíça - Croácia - Países Baixos - Rússia | - Portugal - Turquia - Dinamarca - Áustria - Suécia - Tchéquia | - País de Gales - Finlândia - Hungria - Eslováquia - Escócia - Macedônia do Norte |

## Elencos
Para diminuir a carga de jogadores devido à pandemia de COVID-19, o tamanho do plantel foi aumentado de 23 (usado em todos os Campeonatos da Europa desde 2004) para 26. No entanto, o número máximo de jogadores permitido na folha de jogo para cada jogo do torneio permanecerá 23. O time de cada nação, que deve incluir três guarda-redes, deve ser apresentado pelo menos dez dias antes da partida de abertura do torneio (até 1 de junho de 2021). Se um jogador se machucar ou ficar doente o suficiente para impedir sua participação no torneio antes do primeiro jogo da sua equipa, ele pode ser substituído por outro jogador. No entanto, os guarda-redes ainda podem ser substituídos após o primeiro jogo da sua equipa devido a incapacidade física.

## Oficiais da partida
Em 27 de setembro de 2018, o Comité Executivo da UEFA aprovou a utilização do sistema de árbitro assistente de vídeo (VAR) pela primeira vez no Campeonato da Europa. Em 12 de fevereiro de 2020, a UEFA e a CONMEBOL assinaram um memorando de entendimento para melhorar a colaboração, incluindo a possibilidade de uma equipa de árbitros sul-americanos nomeados para a fase de grupos do torneio.
Em 21 de abril de 2021, a UEFA anunciou as 19 equipas de arbitragem para o torneio. Isso inclui o árbitro argentino Fernando Rapallini e seus assistentes, que são os primeiros dirigentes sul-americanos a serem selecionados para o Campeonato Europeu como parte do programa de intercâmbio de árbitros da UEFA com a CONMEBOL. Um grupo de dirigentes espanhóis foi selecionado de forma semelhante para a Copa América de 2021.
| País          | Juiz                    | Árbitros assistentes                               |
| ------------- | ----------------------- | -------------------------------------------------- |
| Alemanha      | Felix Brych             | Mark Borsch Stefan Lupp                            |
| Turquia       | Cüneyt Çakır            | Bahattin Duran Tarık Ongun                         |
| Espanha       | Carlos del Cerro Grande | Juan Carlos Yuste Jiménez Roberto Alonso Fernández |
| Suécia        | Andreas Ekberg          | Mehmet Culum Stefan Hallberg                       |
| Israel        | Orel Grinfeld           | Roy Hassan Idan Yarkoni                            |
| Roménia       | Ovidiu Hațegan          | Sebastian Gheorghe Radu Ghinguleac                 |
| Rússia        | Sergei Karasev          | Igor Demeshko Maksim Gavrilin                      |
| Roménia       | István Kovács           | Vasile Marinescu Ovidiu Artene                     |
| Países Baixos | Björn Kuipers           | Sander van Roekel Erwin Zeinstra                   |
| Países Baixos | Danny Makkelie          | Hessel Steegstra Jan de Vries                      |
| Espanha       | Antonio Mateu Lahoz     | Pau Cebrián Devís Roberto Díaz Pérez del Palomar   |
| Inglaterra    | Michael Oliver          | Stuart Burt Simon Bennett                          |
| Itália        | Daniele Orsato          | Alessandro Giallatini Fabiano Preti                |
| Argentina     | Fernando Rapallini      | Juan Pablo Belatti Diego Bonfá                     |
| Alemanha      | Daniel Siebert          | Jan Seidel Rafael Foltyn                           |
| Portugal      | Artur Soares Dias       | Rui Tavares Paulo Soares                           |
| Inglaterra    | Anthony Taylor          | Gary Beswick Adam Nunn                             |
| França        | Clément Turpin          | Nicolas Danos Cyril Gringore                       |
| Eslovênia     | Slavko Vinčić           | Tomaž Klančnik Andraž Kovačič                      |

Além disso, a UEFA anunciou 22 árbitros de vídeo e 12 árbitros de apoio (que atuam como quarto árbitro ou árbitro assistente reserva). Isso inclui a árbitra de suporte Stéphanie Frappart , a primeira oficial feminina em um torneio do Campeonato Europeu.
| País          | Árbitros assistentes de vídeo                                                   | VAR impedido                 |
| ------------- | ------------------------------------------------------------------------------- | ---------------------------- |
| Inglaterra    | Stuart Attwell Chris Kavanagh                                                   | Lee Betts                    |
| França        | Jérôme Brisard François Letexier                                                | Benjamin Pagès               |
| Alemanha      | Bastian Dankert Christian Dingert Marco Fritz                                   | Christian Gittelmann         |
| Itália        | Marco Di Bello Massimiliano Irrati Paolo Valeri                                 | Filippo Meli                 |
| Países Baixos | Kevin Blom Pol van Boekel                                                       |                              |
| Polónia       | Paweł Gil                                                                       |                              |
| Portugal      | João Pinheiro                                                                   |                              |
| Espanha       | Alejandro Hernández Hernández Juan Martínez Munuera José María Sánchez Martínez | Íñigo Prieto López de Cerain |

| País     | Quarto oficial     | Árbitro assistente reserva |
| -------- | ------------------ | -------------------------- |
| Bulgária | Georgi Kabakov     | Martin Margaritov          |
| França   | Stéphanie Frappart | Mikaël Berchebru           |
| Itália   | Davide Massa       | Stefano Alassio            |
| Polónia  | Bartosz Frankowski | Marcin Boniek              |
| Sérvia   | Srđan Jovanović    | Uroš Stojković             |
| Suíça    | Sandro Schärer     | Stéphane De Almeida        |

## Fase de grupos
As seleções qualificadas nas eliminatórias serão divididas em seis grupos (A a F), nos quais as quatro seleções de cada grupo se enfrentarão em apenas um jogo. As duas equipas melhor classificadas de cada grupo se qualificarão para as fases finais, com quatro das seis equipas classificadas em terceiro lugar qualificadas por melhor desempenho.
|  | Equipes classificadas              |
|  | Equipes classificadas (4 melhores) |
|  | Equipes eliminadas                 |

### Grupo A
| Pos | Equipe        | Pts | J | V | E | D | GP | GC | SG | Classificado          |
| --- | ------------- | --- | - | - | - | - | -- | -- | -- | --------------------- |
| 1   | Itália (H)    | 9   | 3 | 3 | 0 | 0 | 7  | 0  | +7 | Equipes classificadas |
| 2   | País de Gales | 4   | 3 | 1 | 1 | 1 | 3  | 2  | +1 | Equipes classificadas |
| 3   | Suíça         | 4   | 3 | 1 | 1 | 1 | 4  | 5  | −1 | Equipes classificadas |
| 4   | Turquia       | 0   | 3 | 0 | 0 | 3 | 1  | 8  | −7 | Eliminado             |

1. 1 2  Empatado no confronto direto (País de Gales 1–1 Suíça). O saldo geral de gols foi usado como critério de desempate.

| 11 de junho de 2021 | Turquia | 0 – 3     | Itália                                          | Estádio Olímpico, Roma                      |
| 21:00 (UTC+2)       |         | Relatório | Demiral 53' (g.c.) · Immobile 66' · Insigne 79' | Público: 12 916 Árbitro: NED Danny Makkelie |

| 12 de junho de 2021 | País de Gales | 1 – 1     | Suíça      | Estádio Olímpico, Baku                     |
| 17:00 (UTC+4)       | Moore 74'     | Relatório | Embolo 49' | Público: 8 782 Árbitro: FRA Clément Turpin |

| 16 de junho de 2021 | Turquia | 0 – 2     | País de Gales              | Estádio Olímpico, Baku                         |
| 20:00 (UTC+4)       |         | Relatório | Ramsey 42' · Roberts 90+5' | Público: 19 762 Árbitro: POR Artur Soares Dias |

| 16 de junho de 2021 | Itália                            | 3 – 0     | Suíça | Estádio Olímpico, Roma                      |
| 21:00 (UTC+2)       | Locatelli 26', 52' · Immobile 89' | Relatório |       | Público: 12 445 Árbitro: RUS Sergei Karasev |

| 20 de junho de 2021 | Suíça                           | 3 – 1     | Turquia     | Estádio Olímpico, Baku                     |
| 20:00 (UTC+4)       | Seferović 6' · Shaqiri 26', 68' | Relatório | Kahveci 62' | Público: 17 138 Árbitro: SVN Slavko Vinčić |

| 20 de junho de 2021 | Itália      | 1 – 0     | País de Gales | Estádio Olímpico, Roma                      |
| 18:00 (UTC+2)       | Pessina 39' | Relatório |               | Público: 11 541 Árbitro: ROU Ovidiu Hațegan |

### Grupo B
| Pos | Equipe        | Pts | J | V | E | D | GP | GC | SG | Classificado          |
| --- | ------------- | --- | - | - | - | - | -- | -- | -- | --------------------- |
| 1   | Bélgica       | 9   | 3 | 3 | 0 | 0 | 7  | 1  | +6 | Equipes classificadas |
| 2   | Dinamarca (H) | 3   | 3 | 1 | 0 | 2 | 5  | 4  | +1 | Equipes classificadas |
| 3   | Finlândia     | 3   | 3 | 1 | 0 | 2 | 1  | 3  | −2 | Eliminado             |
| 4   | Rússia (H)    | 3   | 3 | 1 | 0 | 2 | 2  | 7  | −5 | Eliminado             |

1. 1 2 3  Empatado em pontos de confronto direto (3). Saldo de gols no confronto direto: Dinamarca +2, Finlândia 0, Rússia -2.

| 12 de junho de 2021 | Dinamarca | 0 – 1     | Finlândia      | Estádio Parken, Copenhaga                   |
| 18:00 (UTC+2)       |           | Relatório | Pohjanpalo 60' | Público: 15 200 Árbitro: ENG Anthony Taylor |

| 12 de junho de 2021 | Bélgica                       | 3 – 0     | Rússia | Estádio Krestovsky, São Petersburgo              |
| 22:00 (UTC+3)       | Lukaku 10', 88' · Meunier 34' | Relatório |        | Público: 26 264 Árbitro: ESP Antonio Mateu Lahoz |

| 16 de junho de 2021 | Finlândia | 0 – 1     | Rússia          | Estádio Krestovsky, São Petersburgo         |
| 16:00 (UTC+3)       |           | Relatório | Miranchuk 45+2' | Público: 24 540 Árbitro: NED Danny Makkelie |

| 17 de junho de 2021 | Dinamarca  | 1 – 2     | Bélgica                       | Estádio Parken, Copenhaga                  |
| 18:00 (UTC+2)       | Poulsen 2' | Relatório | T. Hazard 55' · De Bruyne 70' | Público: 23 395 Árbitro: NED Björn Kuipers |

| 21 de junho de 2021 | Rússia           | 1 – 4     | Dinamarca                                                 | Estádio Parken, Copenhaga                   |
| 21:00 (UTC+2)       | Dzyuba 70' (pen) | Relatório | Damsgaard 38' · Poulsen 59' · Christensen 79' · Mæhle 82' | Público: 23 644 Árbitro: FRA Clément Turpin |

| 21 de junho de 2021 | Finlândia | 0 – 2     | Bélgica                          | Estádio Krestovsky, São Petersburgo      |
| 22:00 (UTC+3)       |           | Relatório | Hrádecký 74' (g.c.) · Lukaku 81' | Público: 18 545 Árbitro: GER Felix Brych |

### Grupo C
| Pos | Equipe             | Pts | J | V | E | D | GP | GC | SG | Classificado          |
| --- | ------------------ | --- | - | - | - | - | -- | -- | -- | --------------------- |
| 1   | Países Baixos (H)  | 9   | 3 | 3 | 0 | 0 | 8  | 2  | +6 | Equipes classificadas |
| 2   | Áustria            | 6   | 3 | 2 | 0 | 1 | 4  | 3  | +1 | Equipes classificadas |
| 3   | Ucrânia            | 3   | 3 | 1 | 0 | 2 | 4  | 5  | −1 | Equipes classificadas |
| 4   | Macedônia do Norte | 0   | 3 | 0 | 0 | 3 | 2  | 8  | −6 | Eliminado             |

| 13 de junho de 2021 | Áustria                                       | 3 – 1     | Macedônia do Norte | Arena Națională, Bucareste                 |
| 19:00 (UTC+3)       | Lainer 18' · Gregoritsch 78' · Arnautović 89' | Relatório | Pandev 28'         | Público: 9 082 Árbitro: SWE Andreas Ekberg |

| 13 de junho de 2021 | Países Baixos                               | 3 – 2     | Ucrânia                        | Johan Cruijff Arena, Amesterdão          |
| 21:00 (UTC+2)       | Wijnaldum 52' · Weghorst 59' · Dumfries 85' | Relatório | Yarmolenko 75' · Yaremchuk 79' | Público: 15 837 Árbitro: GER Felix Brych |

| 17 de junho de 2021 | Ucrânia                        | 2 – 1     | Macedônia do Norte | Arena Națională, Bucareste                      |
| 16:00 (UTC+3)       | Yarmolenko 29' · Yaremchuk 34' | Relatório | Alioski 57'        | Público: 10 001 Árbitro: ARG Fernando Rapallini |

| 17 de junho de 2021 | Países Baixos                  | 2 – 0     | Áustria | Johan Cruijff Arena, Amesterdão            |
| 21:00 (UTC+2)       | Depay 11' (pen) · Dumfries 67' | Relatório |         | Público: 15 243 Árbitro: ISR Orel Grinfeld |

| 21 de junho de 2021 | Macedônia do Norte | 0 – 3     | Países Baixos                  | Johan Cruijff Arena, Amesterdão            |
| 18:00 (UTC+2)       |                    | Relatório | Depay 24' · Wijnaldum 51', 58' | Público: 15 227 Árbitro: ROU István Kovács |

| 21 de junho de 2021 | Ucrânia | 0 – 1     | Áustria         | Arena Națională, Bucareste                |
| 19:00 (UTC+3)       |         | Relatório | Baumgartner 21' | Público: 10 472 Árbitro: TUR Cüneyt Çakır |

### Grupo D
| Pos | Equipe         | Pts | J | V | E | D | GP | GC | SG | Classificado          |
| --- | -------------- | --- | - | - | - | - | -- | -- | -- | --------------------- |
| 1   | Inglaterra (H) | 7   | 3 | 2 | 1 | 0 | 2  | 0  | +2 | Equipes classificadas |
| 2   | Croácia        | 4   | 3 | 1 | 1 | 1 | 4  | 3  | +1 | Equipes classificadas |
| 3   | Tchéquia       | 4   | 3 | 1 | 1 | 1 | 3  | 2  | +1 | Equipes classificadas |
| 4   | Escócia (H)    | 1   | 3 | 0 | 1 | 2 | 1  | 5  | −4 | Eliminado             |

1. 1 2  Empatado no confronto direto (Croácia 1–1 República Tcheca) e diferença geral de gols (+1). Os gols gerais para foram usados como critério de desempate.

| 13 de junho de 2021 | Inglaterra   | 1 – 0     | Croácia | Estádio de Wembley, Londres                 |
| 14:00 (UTC+1)       | Sterling 57' | Relatório |         | Público: 18 497 Árbitro: ITA Daniele Orsato |

| 14 de junho de 2021 | Escócia | 0 – 2     | Tchéquia        | Hampden Park, Glasgow                      |
| 14:00 (UTC+1)       |         | Relatório | Schick 42', 52' | Público: 9 847 Árbitro: GER Daniel Siebert |

| 18 de junho de 2021 | Croácia     | 1 – 1     | Tchéquia         | Hampden Park, Glasgow                               |
| 17:00 (UTC+1)       | Perišić 47' | Relatório | Schick 37' (pen) | Público: 5 607 Árbitro: ESP Carlos del Cerro Grande |

| 18 de junho de 2021 | Inglaterra | 0 – 0     | Escócia | Estádio de Wembley, Londres                      |
| 20:00 (UTC+1)       |            | Relatório |         | Público: 20 306 Árbitro: ESP Antonio Mateu Lahoz |

| 22 de junho de 2021 | Croácia                               | 3 – 1     | Escócia      | Hampden Park, Glasgow                          |
| 20:00 (UTC+1)       | Vlašić 17' · Modrić 62' · Perišić 77' | Relatório | McGregor 42' | Público: 9 896 Árbitro: ARG Fernando Rapallini |

| 22 de junho de 2021 | Tchéquia | 0 – 1     | Inglaterra   | Estádio de Wembley, Londres                    |
| 20:00 (UTC+1)       |          | Relatório | Sterling 57' | Público: 19 104 Árbitro: POR Artur Soares Dias |

### Grupo E
| Pos | Equipe      | Pts | J | V | E | D | GP | GC | SG | Classificado          |
| --- | ----------- | --- | - | - | - | - | -- | -- | -- | --------------------- |
| 1   | Suécia      | 7   | 3 | 2 | 1 | 0 | 4  | 2  | +2 | Equipes classificadas |
| 2   | Espanha (H) | 5   | 3 | 1 | 2 | 0 | 6  | 1  | +5 | Equipes classificadas |
| 3   | Eslováquia  | 3   | 3 | 1 | 0 | 2 | 2  | 7  | −5 | Eliminado             |
| 4   | Polónia     | 1   | 3 | 0 | 1 | 2 | 4  | 6  | −2 | Eliminado             |

| 14 de junho de 2021 | Polónia     | 1 – 2     | Eslováquia                         | Estádio Krestovsky, São Petersburgo         |
| 17:00 (UTC+1)       | Linetty 46' | Relatório | Szczęsny 18' (g.c.) · Škriniar 69' | Público: 12 862 Árbitro: ROU Ovidiu Hațegan |

| 14 de junho de 2021 | Espanha | 0 – 0     | Suécia | Estádio de La Cartuja, Sevilha             |
| 21:00 (UTC+2)       |         | Relatório |        | Público: 10 559 Árbitro: SVN Slavko Vinčić |

| 18 de junho de 2021 | Suécia             | 1 – 0     | Eslováquia | Estádio Krestovsky, São Petersburgo         |
| 14:00 (UTC+1)       | Forsberg 77' (pen) | Relatório |            | Público: 11 525 Árbitro: GER Daniel Siebert |

| 19 de junho de 2021 | Espanha    | 1 – 1     | Polónia         | Estádio de La Cartuja, Sevilha              |
| 21:00 (UTC+2)       | Morata 25' | Relatório | Lewandowski 54' | Público: 11 742 Árbitro: ITA Daniele Orsato |

| 23 de junho de 2021 | Eslováquia | 0 – 5     | Espanha                                                                              | Estádio de La Cartuja, Sevilha             |
| 18:00 (UTC+2)       |            | Relatório | Dúbravka 30' (g.c.) · Laporte 45+3' · Sarabia 56' · F. Torres 67' · Kucka 71' (g.c.) | Público: 11 204 Árbitro: NED Björn Kuipers |

| 23 de junho de 2021 | Suécia                            | 3 – 2     | Polónia              | Estádio Krestovsky, São Petersburgo         |
| 17:00 (UTC+1)       | Forsberg 2', 59' · Claesson 90+4' | Relatório | Lewandowski 61', 84' | Público: 14 252 Árbitro: ENG Michael Oliver |

### Grupo F
| Pos | Equipe       | Pts | J | V | E | D | GP | GC | SG | Classificado          |
| --- | ------------ | --- | - | - | - | - | -- | -- | -- | --------------------- |
| 1   | França       | 5   | 3 | 1 | 2 | 0 | 4  | 3  | +1 | Equipes classificadas |
| 2   | Alemanha (H) | 4   | 3 | 1 | 1 | 1 | 6  | 5  | +1 | Equipes classificadas |
| 3   | Portugal     | 4   | 3 | 1 | 1 | 1 | 7  | 6  | +1 | Equipes classificadas |
| 4   | Hungria (H)  | 2   | 3 | 0 | 2 | 1 | 3  | 6  | −3 | Eliminado             |

1. 1 2  Resultado confronto direto: Portugal 2–4 Alemanha.

| 15 de junho de 2021 | Hungria | 0 – 3     | Portugal                                 | Puskás Aréna, Budapeste                   |
| 18:00 (UTC+2)       |         | Relatório | Guerreiro 84' · Ronaldo 87' (pen), 90+2' | Público: 55 662 Árbitro: TUR Cüneyt Çakır |

| 15 de junho de 2021 | França             | 1 – 0     | Alemanha | Allianz Arena, Munique                               |
| 21:00 (UTC+2)       | Hummels 20' (g.c.) | Relatório |          | Público: 13 000 Árbitro: ESP Carlos del Cerro Grande |

| 19 de junho de 2021 | Hungria     | 1 – 1     | França        | Puskás Aréna, Budapeste                     |
| 15:00 (UTC+2)       | Fiola 45+2' | Relatório | Griezmann 66' | Público: 55 998 Árbitro: ENG Michael Oliver |

| 19 de junho de 2021 | Portugal                     | 2 – 4     | Alemanha                                                                | Allianz Arena, Munique                      |
| 18:00 (UTC+2)       | Ronaldo 15' · Diogo Jota 67' | Relatório | Rúben Dias 35' (g.c.) · Guerreiro 39' (g.c.) · Havertz 51' · Gosens 60' | Público: 12 926 Árbitro: ENG Anthony Taylor |

| 23 de junho de 2021 | Portugal                     | 2 – 2     | França                   | Puskás Aréna, Budapeste                          |
| 21:00 (UTC+2)       | Ronaldo 30' (pen), 60' (pen) | Relatório | Benzema 45+2' (pen), 47' | Público: 54 886 Árbitro: ESP Antonio Mateu Lahoz |

| 23 de junho de 2021 | Alemanha                   | 2 – 2     | Hungria                  | Allianz Arena, Munique                      |
| 21:00 (UTC+2)       | Havertz 66' · Goretzka 84' | Relatório | Szalai 11' · Schäfer 68' | Público: 12 413 Árbitro: RUS Sergei Karasev |

### Índice técnico de terceiros colocados
| Pos | Grp | Equipe     | Pts | J | V | E | D | GP | GC | SG | Classificado          |
| --- | --- | ---------- | --- | - | - | - | - | -- | -- | -- | --------------------- |
| 1   | F   | Portugal   | 4   | 3 | 1 | 1 | 1 | 7  | 6  | +1 | Equipes classificadas |
| 2   | D   | Tchéquia   | 4   | 3 | 1 | 1 | 1 | 3  | 2  | +1 | Equipes classificadas |
| 3   | A   | Suíça      | 4   | 3 | 1 | 1 | 1 | 4  | 5  | −1 | Equipes classificadas |
| 4   | C   | Ucrânia    | 3   | 3 | 1 | 0 | 2 | 4  | 5  | −1 | Equipes classificadas |
| 5   | B   | Finlândia  | 3   | 3 | 1 | 0 | 2 | 1  | 3  | −2 | Eliminado             |
| 6   | E   | Eslováquia | 3   | 3 | 1 | 0 | 2 | 2  | 7  | −5 | Eliminado             |

## Fase eliminatória

### Esquema da fase eliminatória
|  | Oitavos-de-final         | Oitavos-de-final             |                       |       | Quartos-de-final | Quartos-de-final |  |  | Semifinais | Semifinais |  |  | Final | Final |
|  |                          |                              |                       |       |                  |                  |  |  |            |            |  |  |       |       |
|  | 27 de Junho – Sevilha    |                              |                       |       |                  |                  |  |  |            |            |  |  |       |       |
|  |                          |                              |                       |       |                  |                  |  |  |            |            |  |  |       |       |
|  | Bélgica                  | 1                            |                       |       |                  |                  |  |  |            |            |  |  |       |       |
|  | Bélgica                  | 1                            | 2 de Julho – Munique  |       |                  |                  |  |  |            |            |  |  |       |       |
|  | Portugal                 | 0                            |                       |       |                  |                  |  |  |            |            |  |  |       |       |
|  | Portugal                 | 0                            | Bélgica               | 1     |                  |                  |  |  |            |            |  |  |       |       |
|  | 26 de Junho – Londres    |                              | Bélgica               | 1     |                  |                  |  |  |            |            |  |  |       |       |
|  |                          | Itália                       | 2                     |       |                  |                  |  |  |            |            |  |  |       |       |
|  | Itália (pro)             | Itália                       | 2                     | 2     |                  |                  |  |  |            |            |  |  |       |       |
|  | Itália (pro)             |                              | 6 de Julho – Londres  | 2     |                  |                  |  |  |            |            |  |  |       |       |
|  | Áustria                  | 1                            |                       |       |                  |                  |  |  |            |            |  |  |       |       |
|  | Áustria                  | 1                            | Itália (pen)          | 1 (4) |                  |                  |  |  |            |            |  |  |       |       |
|  | 28 de Junho – Bucareste  |                              | Itália (pen)          | 1 (4) |                  |                  |  |  |            |            |  |  |       |       |
|  |                          | Espanha                      | 1 (2)                 |       |                  |                  |  |  |            |            |  |  |       |       |
|  | França                   | Espanha                      | 1 (2)                 | 3 (4) |                  |                  |  |  |            |            |  |  |       |       |
|  | França                   | 2 de Julho – São Petersburgo |                       | 3 (4) |                  |                  |  |  |            |            |  |  |       |       |
|  | Suíça (pen)              | 3 (5)                        |                       |       |                  |                  |  |  |            |            |  |  |       |       |
|  | Suíça (pen)              | 3 (5)                        | Suíça                 | 1 (1) |                  |                  |  |  |            |            |  |  |       |       |
|  | 28 de Junho – Copenhagen |                              | Suíça                 | 1 (1) |                  |                  |  |  |            |            |  |  |       |       |
|  |                          | Espanha (pen)                | 1 (3)                 |       |                  |                  |  |  |            |            |  |  |       |       |
|  | Croácia                  | Espanha (pen)                | 1 (3)                 | 3     |                  |                  |  |  |            |            |  |  |       |       |
|  | Croácia                  |                              | 11 de Julho – Londres | 3     |                  |                  |  |  |            |            |  |  |       |       |
|  | Espanha (pro)            | 5                            |                       |       |                  |                  |  |  |            |            |  |  |       |       |
|  | Espanha (pro)            | 5                            | Itália (pen)          | 1 (3) |                  |                  |  |  |            |            |  |  |       |       |
|  | 29 de Junho – Glasgow    |                              | Itália (pen)          | 1 (3) |                  |                  |  |  |            |            |  |  |       |       |
|  |                          | Inglaterra                   | 1 (2)                 |       |                  |                  |  |  |            |            |  |  |       |       |
|  | Suécia                   | Inglaterra                   | 1 (2)                 | 1     |                  |                  |  |  |            |            |  |  |       |       |
|  | Suécia                   | 3 de Julho – Roma            |                       | 1     |                  |                  |  |  |            |            |  |  |       |       |
|  | Ucrânia (pro)            | 2                            |                       |       |                  |                  |  |  |            |            |  |  |       |       |
|  | Ucrânia (pro)            | 2                            | Ucrânia               | 0     |                  |                  |  |  |            |            |  |  |       |       |
|  | 29 de Junho – Londres    |                              | Ucrânia               | 0     |                  |                  |  |  |            |            |  |  |       |       |
|  |                          | Inglaterra                   | 4                     |       |                  |                  |  |  |            |            |  |  |       |       |
|  | Inglaterra               | Inglaterra                   | 4                     | 2     |                  |                  |  |  |            |            |  |  |       |       |
|  | Inglaterra               |                              | 7 de Julho – Londres  | 2     |                  |                  |  |  |            |            |  |  |       |       |
|  | Alemanha                 | 0                            |                       |       |                  |                  |  |  |            |            |  |  |       |       |
|  | Alemanha                 | 0                            | Inglaterra (pro)      | 2     |                  |                  |  |  |            |            |  |  |       |       |
|  | 27 de Junho – Budapeste  |                              | Inglaterra (pro)      | 2     |                  |                  |  |  |            |            |  |  |       |       |
|  |                          | Dinamarca                    | 1                     |       |                  |                  |  |  |            |            |  |  |       |       |
|  | Países Baixos            | Dinamarca                    | 1                     | 0     |                  |                  |  |  |            |            |  |  |       |       |
|  | Países Baixos            | 3 de Julho – Baku            |                       | 0     |                  |                  |  |  |            |            |  |  |       |       |
|  | Tchéquia                 | 2                            |                       |       |                  |                  |  |  |            |            |  |  |       |       |
|  | Tchéquia                 | 2                            | Tchéquia              | 1     |                  |                  |  |  |            |            |  |  |       |       |
|  | 26 de Junho – Amesterdão |                              | Tchéquia              | 1     |                  |                  |  |  |            |            |  |  |       |       |
|  |                          | Dinamarca                    | 2                     |       |                  |                  |  |  |            |            |  |  |       |       |
|  | País de Gales            | Dinamarca                    | 2                     | 0     |                  |                  |  |  |            |            |  |  |       |       |
|  | País de Gales            |                              |                       | 0     |                  |                  |  |  |            |            |  |  |       |       |
|  | Dinamarca                | 4                            |                       |       |                  |                  |  |  |            |            |  |  |       |       |
|  | Dinamarca                | 4                            |                       |       |                  |                  |  |  |            |            |  |  |       |       |

### Oitavas de final
| 26 de junho de 2021 | País de Gales | 0 – 4     | Dinamarca                                        | Johan Cruijff Arena, Amesterdão             |
| 18:00               |               | Relatório | Dolberg 27', 48' · Mæhle 88' · Braithwaite 90+4' | Público: 14 645 Árbitro: GER Daniel Siebert |

| 26 de junho de 2021 | Itália                    | 2 – 1 (pro) | Áustria        | Estádio de Wembley, Londres                 |
| 21:00               | Chiesa 95' · Pessina 105' | Relatório   | Kalajdžić 114' | Público: 18 910 Árbitro: ENG Anthony Taylor |

| 27 de junho de 2021 | Países Baixos | 0 – 2     | Tchéquia               | Puskás Aréna, Budapeste                     |
| 18:00               |               | Relatório | Holeš 68' · Schick 80' | Público: 52 834 Árbitro: RUS Sergei Karasev |

| 27 de junho de 2021 | Bélgica       | 1 – 0     | Portugal | Estádio de La Cartuja, Sevilha           |
| 21:00               | T. Hazard 42' | Relatório |          | Público: 11 504 Árbitro: GER Felix Brych |

| 28 de junho de 2021 | Croácia                                      | 3 – 5 (pro) | Espanha                                                                          | Estádio Parken, Copenhagen                |
| 18:00               | Pedri 20' (g.c.) · Oršić 85' · Pašalić 90+2' | Relatório   | Sarabia 38' · Azpilicueta 57' · Ferran Torres 77' · Morata 100' · Oyarzabal 103' | Público: 22 771 Árbitro: TUR Cüneyt Çakır |

| 28 de junho de 2021 | França                       | 3 – 3 (pro) | Suíça                               | Arena Națională, Bucareste                      |
| 21:00               | Benzema 57', 59' · Pogba 75' | Relatório   | Seferović 15', 81' · Gavranović 90' | Público: 22 642 Árbitro: ARG Fernando Rapallini |

|                                     |       | Penalidades                            |  |
| Pogba Giroud Thuram Kimpembe Mbappé | 4 – 5 | Gavranović Schär Akanji Vargas Mehmedi |  |

| 29 de junho de 2021 | Inglaterra              | 2 – 0     | Alemanha | Estádio de Wembley, Londres                 |
| 18:00               | Sterling 75' · Kane 86' | Relatório |          | Público: 41 973 Árbitro: NED Danny Makkelie |

| 29 de junho de 2021 | Suécia       | 1 – 2 (pro) | Ucrânia                       | Hampden Park, Glasgow                      |
| 21:00               | Forsberg 43' | Relatório   | Zinchenko 27' · Dovbyk 120+1' | Público: 9 221 Árbitro: ITA Daniele Orsato |

### Quartas de final
| 2 de julho de 2021 | Suíça       | 1 – 1 (pro) | Espanha           | Estádio Krestovsky, São Petersburgo         |
| 18:00              | Shaqiri 68' | Relatório   | Zakaria 8' (g.c.) | Público: 24 764 Árbitro: ENG Michael Oliver |

|                                |       | Penalidades                          |  |
| Gavranović Schär Akanji Vargas | 1 – 3 | Busquets Olmo Rodri Moreno Oyarzabal |  |

| 2 de julho de 2021 | Bélgica            | 1 – 2     | Itália                    | Allianz Arena, Munique                     |
| 21:00              | Lukaku 45+2' (pen) | Relatório | Barella 31' · Insigne 44' | Público: 12 984 Árbitro: SVN Slavko Vinčić |

| 3 de julho de 2021 | Tchéquia   | 1 – 2     | Dinamarca                | Estádio Olímpico, Baku                     |
| 18:00              | Schick 49' | Relatório | Delaney 5' · Dolberg 42' | Público: 16 306 Árbitro: NED Björn Kuipers |

| 3 de julho de 2021 | Ucrânia | 0 – 4     | Inglaterra                                 | Estádio Olímpico, Roma                   |
| 21:00              |         | Relatório | Kane 4', 50' · Maguire 46' · Henderson 63' | Público: 11 880 Árbitro: GER Felix Brych |

### Semifinais
| 6 de julho de 2021 | Itália     | 1 – 1 (pro) | Espanha    | Estádio de Wembley, Londres              |
| 21:00              | Chiesa 60' | Relatório   | Morata 80' | Público: 57 811 Árbitro: GER Felix Brych |

|                                                 |       | Penalidades                         |  |
| Locatelli Belotti Bonucci Bernardeschi Jorginho | 4 – 2 | Olmo Moreno Thiago Alcântara Morata |  |

| 7 de julho de 2021 | Inglaterra                  | 2 – 1 (pro) | Dinamarca     | Estádio de Wembley, Londres                 |
| 21:00              | Kjær 39' (g.c.) · Kane 104' | Relatório   | Damsgaard 30' | Público: 64 950 Árbitro: NED Danny Makkelie |

### Final
| 11 de julho de 2021 | Itália      | 1 – 1 (pro) | Inglaterra | Estádio de Wembley, Londres                |
| 16:00               | Bonucci 67' | Relatório   | Shaw 2'    | Público: 67 173 Árbitro: NED Björn Kuipers |

|                                               |       | Penalidades                       |  |
| Berardi Belotti Bonucci Bernardeschi Jorginho | 3 – 2 | Kane Maguire Rashford Sancho Saka |  |

## Premiação
| Campeonato Europeu de Futebol de 2020 |
| Itália                                |
| ------------------------------------- |
| Itália Campeão (2° título)            |

| Prêmio Bota de Ouro       | Prêmio Bota de Prata | Prêmio Bota de Bronze |
| ------------------------- | -------------------- | --------------------- |
| POR Cristiano Ronaldo     | CZE Patrik Schick    | FRA Karim Benzema     |
| Melhor Jogador do Torneio |                      |                       |
| ITA Gianluigi Donnarumma  |                      |                       |
| Jovem Jogador do Torneio  |                      |                       |
| ESP Pedri                 |                      |                       |

### Equipe do torneio
| Goleiro              | Defensores                                                     | Meias                                | Atacantes                                     |
| -------------------- | -------------------------------------------------------------- | ------------------------------------ | --------------------------------------------- |
| Gianluigi Donnarumma | Kyle Walker Harry Maguire Leonardo Bonucci Leonardo Spinazzola | Pierre-Emile Højbjerg Jorginho Pedri | Raheem Sterling Romelu Lukaku Federico Chiesa |

Fonte: UEFA

## Estatísticas

### Melhores marcadores
5 gols (2)
| - POR Cristiano Ronaldo | - CZE Patrik Schick |  |

4 gols (4)
| - BEL Romelu Lukaku - FRA Karim Benzema | - SWE Emil Forsberg - ENG Harry Kane |  |

3 gols (7)
| - NED Georginio Wijnaldum - POL Robert Lewandowski - SUI Haris Seferović | - SUI Xherdan Shaqiri - ENG Raheem Sterling - DEN Kasper Dolberg | - ESP Álvaro Morata |

2 gols (17)
| - BEL Thorgan Hazard - CRO Ivan Perišić - DEN Mikkel Damsgaard - DEN Yussuf Poulsen - DEN Joakim Mæhle - ESP Pablo Sarabia | - ESP Ferran Torres - ITA Ciro Immobile - ITA Lorenzo Insigne - ITA Manuel Locatelli - ITA Matteo Pessina - ITA Federico Chiesa | - GER Kai Havertz - NED Denzel Dumfries - NED Memphis Depay - UKR Roman Yaremchuk - UKR Andriy Yarmolenko |

1 gol (50)
| - AUT Marko Arnautović - AUT Christoph Baumgartner - AUT Michael Gregoritsch - AUT Stefan Lainer - AUT Saša Kalajdžić - BEL Kevin De Bruyne - BEL Thomas Meunier - CRO Luka Modrić - CRO Mislav Oršić - CRO Mario Pašalić - CRO Nikola Vlašić - CZE Tomáš Holeš - DEN Andreas Christensen - DEN Mikkel Damsgaard - DEN Martin Braithwaite - ENG Jordan Henderson - ENG Harry Maguire | - ENG Luke Shaw - ESP César Azpilicueta - ESP Aymeric Laporte - ESP Mikel Oyarzabal - FIN Joel Pohjanpalo - FRA Antoine Griezmann - FRA Paul Pogba - GER Robin Gosens - GER Leon Goretzka - HUN Attila Fiola - HUN András Schäfer - HUN Ádám Szalai - ITA Nicolò Barella - ITA Leonardo Bonucci - MKD Ezgjan Alioski - MKD Goran Pandev - NED Wout Weghorst | - POL Karol Linetty - POR Raphaël Guerreiro - POR Diogo Jota - RUS Aleksei Miranchuk - RUS Artem Dzyuba - SCO Callum McGregor - SUI Breel Embolo - SUI Mario Gavranović - SVK Milan Škriniar - SWE Viktor Claesson - TUR İrfan Kahveci - UKR Artem Dovbyk - UKR Oleksandr Zinchenko - WAL Kieffer Moore - WAL Aaron Ramsey - WAL Connor Roberts |

Golos contra (Auto-golos) (11)
| - DEN Simon Kjær (para a Inglaterra) - ESP Pedri (para a Croácia) - FIN Lukáš Hrádecký (para a Bélgica) - GER Mats Hummels (para a França) | - POL Wojciech Szczęsny (para a Eslováquia) - POR Rúben Dias (para a Alemanha) - POR Raphaël Guerreiro (para a Alemanha) - SUI Denis Zakaria (para a Espanha) | - SVK Martin Dúbravka (para a Espanha) - SVK Juraj Kucka (para a Espanha) - TUR Merih Demiral (para a Itália) |

### Assistências
4 assistências (1)
- SUI Steven Zuber

3 assistências (4)
| - DEN Pierre-Emile Højbjerg - ENG Luke Shaw | - ITA Marco Verratti - ESP Dani Olmo |  |

2 assistências (20)
| - AUT David Alaba - BEL Kevin De Bruyne - BEL Thomas Meunier - CZE Vladimír Coufal - ENG Jack Grealish - GER Robin Gosens - GER Joshua Kimmich | - HUN Roland Sallai - ITA Domenico Berardi - ITA Leonardo Spinazzola - NED Memphis Depay - NED Donyell Malen - POR Rafa Silva - ESP Jordi Alba | - ESP Gerard Moreno - ESP Pablo Sarabia - ESP Pau Torres - SWE Dejan Kulusevski - UKR Andriy Yarmolenko - WAL Gareth Bale |

1 assistência (57)
- AUT Konrad Laimer
- AUT Marcel Sabitzer
- AUT Louis Schaub
- BEL Eden Hazard
- BEL Dries Mertens
- BEL Thomas Vermaelen
- CRO Mateo Kovačić
- CRO Andrej Kramarić
- CRO Luka Modrić
- CRO Mislav Oršić
- CRO Ivan Perišić
- CZE Tomáš Holeš
- CZE Tomáš Kalas
- DEN Andreas Cornelius
- DEN Mikkel Damsgaard
- DEN Mathias Jensen
- DEN Joakim Mæhle
- DEN Jens Stryger Larsen
- ENG Mason Mount
- ENG Kalvin Phillips
- ENG Bukayo Saka
- ENG Raheem Sterling
- ENG Kieran Trippier
- FIN Jere Uronen
- FRA Antoine Griezmann
- FRA Lucas Hernández
- FRA Kylian Mbappé
- FRA Paul Pogba
- GER Mats Hummels
- HUN Ádám Szalai
- ITA Francesco Acerbi
- ITA Nicolò Barella
- ITA Ciro Immobile
- ITA Rafael Tolói
- NED Nathan Aké
- POL Przemysław Frankowski
- POL Kamil Jóźwiak
- POL Maciej Rybus
- POL Piotr Zieliński
- POR Diogo Jota
- POR Cristiano Ronaldo
- RUS Artem Dzyuba
- SVK Marek Hamšík
- SVK Róbert Mak
- ESP José Gayà
- ESP Ferran Torres
- SWE Alexander Isak
- SUI Remo Freuler
- SUI Kevin Mbabu
- SUI Xherdan Shaqiri
- SUI Granit Xhaka
- TUR Hakan Çalhanoğlu
- UKR Oleksandr Karavayev
- UKR Ruslan Malinovskyi
- UKR Roman Yaremchuk
- UKR Oleksandr Zinchenko
- WAL Joe Morrell

### Folhas limpas
5 folhas limpas
- ENG Jordan Pickford

3 folhas limpas
| - BEL Thibaut Courtois | - ITA Gianluigi Donnarumma |  |

2 folhas limpas
| - CZE Tomáš Vaclík - NED Maarten Stekelenburg | - ESP Unai Simón - SWE Robin Olsen |  |

1 folha limpa
- AUT Daniel Bachmann
- DEN Kasper Schmeichel
- FIN Lukáš Hrádecký
- FRA Hugo Lloris
- ITA Salvatore Sirigu[nota 1]
- POR Rui Patrício
- RUS Matvei Safonov
- SCO David Marshall
- WAL Danny Ward

## Classificação final
A classificação final é determinada através da fase em que a seleção alcançou e a sua pontuação, levando em conta os critérios de desempate e os resultados dos jogos. Para estatísticas, partidas decididas na prorrogação são contadas como vitória ou derrota e partidas decididas em disputa por pênaltis são contadas como empate.

Classificação final das seleções no torneio.

| Pos.                            | Seleção            | Gr | Pts | J | V | E | D | GP | GC | SG |
| ------------------------------- | ------------------ | -- | --- | - | - | - | - | -- | -- | -- |
| Final                           |                    |    |     |   |   |   |   |    |    |    |
| 1                               | Itália             | A  | 17  | 7 | 5 | 2 | 0 | 13 | 4  | +9 |
| 2                               | Inglaterra         | D  | 17  | 7 | 5 | 2 | 0 | 11 | 2  | +9 |
| Eliminados nas semifinais       |                    |    |     |   |   |   |   |    |    |    |
| 3                               | Espanha            | E  | 10  | 6 | 2 | 4 | 0 | 13 | 6  | +7 |
| 4                               | Dinamarca          | B  | 9   | 6 | 3 | 0 | 3 | 12 | 7  | +5 |
| Eliminados nas quartas-de-final |                    |    |     |   |   |   |   |    |    |    |
| 5                               | Bélgica            | B  | 12  | 5 | 4 | 0 | 1 | 9  | 3  | +6 |
| 6                               | Tchéquia           | D  | 7   | 5 | 2 | 1 | 2 | 6  | 4  | +2 |
| 7                               | Suíça              | A  | 6   | 5 | 1 | 3 | 1 | 8  | 9  | –1 |
| 8                               | Ucrânia            | C  | 6   | 5 | 2 | 0 | 3 | 6  | 10 | –4 |
| Eliminados nas oitavas-de-final |                    |    |     |   |   |   |   |    |    |    |
| 9                               | Países Baixos      | C  | 9   | 4 | 3 | 0 | 1 | 8  | 4  | +4 |
| 10                              | Suécia             | E  | 7   | 4 | 2 | 1 | 1 | 5  | 4  | +1 |
| 11                              | França             | F  | 6   | 4 | 1 | 3 | 0 | 7  | 6  | +1 |
| 12                              | Áustria            | C  | 6   | 4 | 2 | 0 | 2 | 5  | 5  | 0  |
| 13                              | Portugal           | F  | 4   | 4 | 1 | 1 | 2 | 7  | 7  | 0  |
| 14                              | Croácia            | D  | 4   | 4 | 1 | 1 | 2 | 7  | 8  | –1 |
| 15                              | Alemanha           | F  | 4   | 4 | 1 | 1 | 2 | 6  | 7  | –1 |
| 16                              | País de Gales      | A  | 4   | 4 | 1 | 1 | 2 | 3  | 6  | –3 |
| Eliminados na fase de grupos    |                    |    |     |   |   |   |   |    |    |    |
| 17                              | Finlândia          | B  | 3   | 3 | 1 | 0 | 2 | 1  | 3  | –2 |
| 18                              | Eslováquia         | E  | 3   | 3 | 1 | 0 | 2 | 2  | 7  | –5 |
| 19                              | Rússia             | B  | 3   | 3 | 1 | 0 | 2 | 2  | 7  | –5 |
| 20                              | Hungria            | F  | 2   | 3 | 0 | 2 | 1 | 3  | 6  | –3 |
| 21                              | Polónia            | E  | 1   | 3 | 0 | 1 | 2 | 4  | 6  | –2 |
| 22                              | Escócia            | D  | 1   | 3 | 0 | 1 | 2 | 1  | 5  | –4 |
| 23                              | Macedônia do Norte | C  | 0   | 3 | 0 | 0 | 3 | 2  | 8  | –6 |
| 24                              | Turquia            | A  | 0   | 3 | 0 | 0 | 3 | 1  | 8  | –7 |

## Marketing

### Mascote
O mascote oficial do torneio, Skillzy, foi anunciado oficialmente no dia 24 de março de 2019. Conheça, também, os apelidos das seleções que disputaram a Eurocopa.[carece de fontes?]

### Canção oficial
Em 19 de outubro de 2019, o DJ e produtor musical holandês, Martin Garrix, foi anunciado como o artista musical oficial do torneio. A canção reproduz a música oficial do torneio, bem como a música de paralisação que antecede os jogos e a música transmitida pela televisão, sendo executada pela primeira vez durante a cerimônia de abertura no Estádio Olímpico de Roma. A canção oficial, "We Are the People", foi lançada oficialmente em 14 de maio de 2021 e apresenta a participação de Bono e The Edge, integrantes da banda de rock irlandesa, U2.

### Patrocinadores
Os patrocinadores da UEFA Euro 2020 são: Alipay, Booking Holdings, FedEx, Hisense, SOCAR, Volkswagen, Coca-Cola, Heineken e Just Eat Takeaway.[carece de fontes?]

### UEFA Euro no PES 2020
A produtora de jogos KONAMI comprou os direitos da UEFA Euro 2020 e a competição irá aparecer na franquia Pro Evolution Soccer por meio de uma atualização grátis.[carece de fontes?]

## Transmissão televisiva

### Em Portugal
O torneio teve transmissão em Portugal no canal pago Sport TV, após este ter adquirido os direitos de transmissão de todos os jogos para todas a plataformas, incluindo TV em sinal aberto através de acordo celebrado com a TVI. Os canais em aberto tentaram negociar um pacote de jogos para sinal aberto, mas foi a TVI a chegar a acordo e a garantir os direitos de transmissão.
No entanto, como o torneio foi adiado e não realizado, a TVI perdeu os direitos de transmissão.
Sendo assim, a UEFA lançou em 2021, um novo concurso para a transmissão em canal aberto.[carece de fontes?]
A RTP a SIC e a TVI anunciaram que chegaram a acordo com a Sport TV para a compra dos direitos televisivos do EURO 2020 sendo que partilharam os respetivos direitos.[carece de fontes?]
A RTP transmitiu 8 jogos no total, 4 da fase de grupos (incluído o jogo Portugal x França) , mais  um dos oitavos, um dos quartos, uma das meias finais e a grande final.[carece de fontes?]
A SIC transmitiu 5 jogos no total, 2 da fase de grupos (incluído o jogo Portugal X Hungria), mais 2 jogos dos oitavos  de final e um dos quartos de final.[carece de fontes?]
A TVI transmitiu 12 jogos no total, 8 jogos da fase de grupos ( incluindo o jogo de abertura mais o jogo Portugal X Alemanha),2 jogos dos oitavos, um dos quartos e uma das meias finais.[carece de fontes?]
Ao todo as 3 estações generalistas adquiriram à Sport TV 25 dos 51 jogos do EURO 2020 mais resumos que puderam ser acompanhados na RTP3, TVI 24 e SIC Notícias.[carece de fontes?]

### No Brasil
No Brasil o torneio é transmitido nos canais pertencentes ao Grupo Globo.

### Nos PALOP
Nos PALOP o torneio é transmissão dos operadores SuperSport e StarTimes.

### Em Macau
O torneio é transmitido em Macau pela TDM.

## Voluntários
A fase de candidatura foi lançada no início do verão de 2019 nos 12 palcos do Euro 2020.